# 콘트라 (비디오 게임)
《콘트라》(魂斗羅 콘토라[*] 영어: Contra,한국 한자: 魂斗羅 혼두라,)는 1987년 일본 코나미에서 출시한 비디오 게임이다.

## 게임 진행

### 스테이지
- 스테이지 1 : 정글 구역 (Jungle Zone)
- 스테이지 2 : 적 기지 1 (Enemy Base 1)
- 스테이지 3 : 폭포 (Waterfall)
- 스테이지 4 : 적 기지 2 (Enemy Base 2)
- 스테이지 5 : 설원 (Snow Field)
- 스테이지 6 : 에너지 구역 (Energy Zone)
- 스테이지 7 : 격납고 (Hangar)
- 스테이지 8 : 에일리언의 소굴 (Alien's Den)

## 평가
| 평가                                     |       |
| ---------------------------------------- | ----- |
| 평론 점수 평론사 점수 올게임 [ 4 ] (NES) |       |
| 평론 점수                                |       |
| 평론사                                   | 점수  |
| 올게임                                   | (NES) |

## 같이 보기
- 코나미 커맨드